# 山口県道163号別府田布施停車場線
山口県道163号別府田布施停車場線（やまぐちけんどう163ごう べふたぶせていしゃじょうせん）は、山口県熊毛郡田布施町を通る一般県道である。

## 概要
熊毛郡田布施町大字別府からJR西日本山陽本線 田布施駅に至る。

### 路線データ
- 起点：熊毛郡田布施町大字別府（麻里府交差点、国道188号交点）
- 終点：熊毛郡田布施町大字波野（JR西日本山陽本線 田布施駅前）

## 歴史
- 1958年（昭和33年）10月1日 - 山口県告示第644号の2により認定される。
- 1972年（昭和47年） - 山口県の県道番号再編により現行の路線番号に変更される。

## 路線状況

### 道路施設

#### 橋梁
- 中央橋（田布施川、熊毛郡田布施町）

## 地理

### 通過する自治体
- 熊毛郡田布施町

### 交差する道路
| 交差する道路                | 交差する場所 | 交差する場所        |
| --------------------------- | ------------ | ------------------- |
| 国道188号                   | 大字別府     | 麻里府交差点 / 起点 |
| 山口県道22号光柳井線        | 大字上田布施 | 田布施町岸田交差点  |
| 山口県道164号平生港田布施線 | 大字下田布施 | 中央南交差点        |
| 山口県道23号光上関線        | 大字下田布施 | 砂田交差点          |

### 沿線
- 馬島・佐合島航路渡船待合所
- 田布施町立田布施西小学校
- 田布施町役場
- 田布施町立田布施中学校
- JR西日本山陽本線 田布施駅